# Raden (Röderaue)
Raden ist ein Ortsteil der sächsischen Gemeinde Röderaue im Landkreis Meißen.

## Geografie
Raden ist Röderaues östlichster Ortsteil und liegt im Landschaftsschutzgebiet Röderaue nahe der Grenze zu Brandenburg. Der Ort liegt an der Kreisstraße 8582 und wird im Südwesten von der Großen Röder durchflossen. Östlich des Ortes verläuft die Bahnstrecke Berlin–Dresden. In Raden verkehrt eine Regionalbuslinie zwischen Großenhain, Zabeltitz und Gröditz.

### Nachbarorte
| Frauenhain | Frauenhain                                  |             |
| Koselitz   | Kompassrose, die auf Nachbargemeinden zeigt |             |
| Görzig     | Zabeltitz                                   | Treugeböhla |

## Geschichte

Raden auf einer geschichtlichen Karte des Kreises Liebenwerda (1910).

Das Straßenangerdorf auf Gewannflur wurde 1284 erstmals erwähnt und war 1406 zur Pflege Großenhain gehörig. Die Grundherrschaft übte das Rittergut Frauenhain aus. Raden war nach Frauenhain gepfarrt und gehört heute zur dortigen Kirchgemeinde. Ab 1696 gehörte der Ort zum Amt Großenhain, von 1856 bis 1875 zum Gerichtsamt und danach zur Amtshauptmannschaft Großenhain. Im Jahr 1900 betrug die Größe der Gemarkung Pulsen 392 Hektar. 1925 waren fast alle Einwohner evangelisch-lutherisch, nur zwei nicht. Im Zuge der Kreisreform 1952 ging die Amtshauptmannschaft in den neugebildeten Kreis Riesa über. Am 1. Januar 1994 endete die Eigenständigkeit Radens durch den Zusammenschluss mit Frauenhain, Pulsen und Koselitz zur neuen Gemeinde Röderaue. Im selben Jahr ging der Landkreis Riesa in den neuen Landkreis Riesa-Großenhain über, der am 1. August 2008 Teil des Landkreises Meißen wurde.
Raden ist mit etwa 300 Einwohnern der kleinste Ortsteil Röderaues.

### Entwicklung der Einwohnerzahl
| Jahr | Einwohnerzahl                                     |
| ---- | ------------------------------------------------- |
| 1551 | 14 besessene Mann                                 |
| 1764 | 14 besessene Mann, 7 Gärtner, 1 Häusler, 10 Hufen |
| 1834 | 164                                               |
| 1871 | 212                                               |

| Jahr | Einwohnerzahl |
| ---- | ------------- |
| 1890 | 257           |
| 1910 | 240           |
| 1925 | 225           |
| 1939 | 259           |

| Jahr | Einwohnerzahl |
| ---- | ------------- |
| 1946 | 360           |
| 1950 | 325           |
| 1964 | 282           |
| 1990 | 268           |

## Sehenswürdigkeiten
- funktionstüchtige Getreide- und Sägemühle